# جيمس هايندمان
جيمس هايندمان هو قاضي ومحامي كندي، ولد في 29 يوليو 1874، وتوفي في 11 أكتوبر 1971.